# Adrian Popa
Adrian Dumitru Popa (Bucarest, 24 luglio 1988) è un calciatore rumeno, attaccante del CSA Steaua Bucarest.

## Caratteristiche tecniche
È un'ala destra.

## Carriera

### Club
Il 15 agosto 2012 passa alla Steaua Bucarest, firmando un quinquennale. Il 23 agosto esordisce nelle competizioni europee contro l'Ekranas, incontro preliminare valido per l'accesso alla fase a gironi di UEFA Europa League, segnando la rete del definitivo 2-0. A fine stagione vince il campionato. Il 30 gennaio 2017 viene tesserato dal Reading in Championship, con cui firma un contratto valido fino al 2020.
Il 29 gennaio 2018 passa in prestito all'Al-Taawoun, nel campionato saudita. Il 20 dicembre 2018 il Reading lo cede in prestito per sei mesi al Ludogorec, in Bulgaria. Il 16 ottobre 2020 firma un contratto annuale con il Voluntari. Il 30 dicembre rescinde consensualmente il proprio contratto.
Il 22 settembre 2021 firma un biennale con il CSA Steaua Bucarest.

### Nazionale
Esordisce in nazionale il 16 ottobre 2012 in Romania-Paesi Bassi (1-4), incontro di qualificazione ai Mondiali 2014, subentrando al 66' al posto di Gabriel Torje. Viene convocato per gli Europei 2016 in Francia.

## Statistiche

### Presenze e reti nei club
Statistiche aggiornate al 31 gennaio 2024.
| Stagione                   | Squadra                    | Campionato                 | Campionato | Campionato | Coppe nazionali | Coppe nazionali | Coppe nazionali | Coppe continentali | Coppe continentali | Coppe continentali | Altre coppe | Altre coppe | Altre coppe | Totale | Totale |
| Stagione                   | Squadra                    | Comp                       | Pres       | Reti       | Comp            | Pres            | Reti            | Comp               | Pres               | Reti               | Comp        | Pres        | Reti        | Pres   | Reti   |
| -------------------------- | -------------------------- | -------------------------- | ---------- | ---------- | --------------- | --------------- | --------------- | ------------------ | ------------------ | ------------------ | ----------- | ----------- | ----------- | ------ | ------ |
| 2008-gen. 2009             | CS Buftea                  | L2                         | 11         | 2          | CR              | 0               | 0               | -                  | -                  | -                  | -           | -           | -           | 11     | 2      |
| gen.-giu. 2009             | Gloria Buzău               | L1                         | 12         | 0          | CR              | -               | -               | -                  | -                  | -                  | -           | -           | -           | 12     | 0      |
| 2009-2010                  | U Cluj                     | L2                         | 24         | 3          | CR              | 0               | 0               | -                  | -                  | -                  | -           | -           | -           | 24     | 3      |
| 2010-2011                  | Concordia Chiajna          | L2                         | 27         | 4          | CR              | 0               | 0               | -                  | -                  | -                  | -           | -           | -           | 27     | 4      |
| 2011-2012                  | Concordia Chiajna          | L1                         | 29         | 3          | CR              | 1               | 1               | -                  | -                  | -                  | -           | -           | -           | 30     | 4      |
| ago. 2012                  | Concordia Chiajna          | L1                         | 4          | 3          | CR              | 0               | 0               | -                  | -                  | -                  | -           | -           | -           | 4      | 3      |
| ago. 2012-2013             | Steaua Bucarest            | L1                         | 30         | 1          | CR              | 2               | 0               | UEL                | 11                 | 1                  | -           | -           | -           | 43     | 4      |
| 2013-2014                  | Steaua Bucarest            | L1                         | 28         | 7          | CR              | 5               | 0               | UCL                | 11                 | 0                  | SR          | 1           | 0           | 45     | 7      |
| 2014-2015                  | Steaua Bucarest            | L1                         | 28         | 5          | CR+CdL          | 4+3             | 3+0             | UCL+UEL            | 5+5                | 0                  | SR          | 0           | 0           | 45     | 8      |
| 2015-2016                  | Steaua Bucarest            | L1                         | 23+9       | 2+2        | CR+CdL          | 5+3             | 0               | UCL+UEL            | 4+2                | 0+1                | SR          | 0           | 0           | 46     | 5      |
| 2016-gen. 2017             | Steaua Bucarest            | L1                         | 19         | 3          | CR+CdL          | 1+1             | 0               | UCL+UEL            | 4+6                | 0                  | -           | -           | -           | 31     | 3      |
| gen.-giu. 2017             | Reading                    | FLC                        | 8          | 1          | FACup+CdL       | -               | -               | -                  | -                  | -                  | -           | -           | -           | 8      | 1      |
| 2017-gen. 2018             | Reading                    | FLC                        | 6          | 0          | FACup+CdL       | 0+2             | 0               | -                  | -                  | -                  | -           | -           | -           | 8      | 0      |
| gen.-giu. 2018             | Al-Taawoun                 | SPL                        | 9          | 0          | KCC             | -               | -               | -                  | -                  | -                  | -           | -           | -           | 9      | 0      |
| 2018-gen. 2019             | Reading                    | FLC                        | 1          | 0          | FACup+CdL       | 0               | 0               | -                  | -                  | -                  | -           | -           | -           | 1      | 0      |
| Totale Reading             | Totale Reading             | Totale Reading             | 15         | 1          |                 | 2               | 0               |                    | -                  | -                  |             | -           | -           | 17     | 1      |
| gen.-giu. 2019             | Ludogorec                  | A-PFG                      | 5+8        | 0          | CB              | 1               | 0               | -                  | -                  | -                  | -           | -           | -           | 14     | 0      |
| 2019-2020                  | FCSB                       | L1                         | 14+3       | 2          | CR              | 2               | 1               | UEL                | 1                  | 0                  | -           | -           | -           | 20     | 3      |
| Totale FCSB                | Totale FCSB                | Totale FCSB                | 154        | 22         |                 | 26              | 4               |                    | 49                 | 2                  |             | 1           | 0           | 230    | 28     |
| 2020-gen. 2021             | Voluntari                  | L1                         | 8          | 2          | CR              | 0               | 0               | -                  | -                  | -                  | -           | -           | -           | 8      | 2      |
| gen.-giu. 2021             | Acad. Clinceni             | L1                         | 11+8       | 2          | CR              | -               | -               | -                  | -                  | -                  | -           | -           | -           | 19     | 2      |
| 2021-2022                  | CSA Steaua Bucarest        | L2                         | 10+9       | 3+2        | CR              | 0               | 0               | -                  | -                  | -                  | -           | -           | -           | 19     | 5      |
| 2022-2023                  | CSA Steaua Bucarest        | L2                         | 18+10      | 6          | CR              | 1               | 1               | -                  | -                  | -                  | -           | -           | -           | 29     | 7      |
| Totale CSA Steaua Bucarest | Totale CSA Steaua Bucarest | Totale CSA Steaua Bucarest | 47         | 11         |                 | 1               | 1               |                    | -                  | -                  |             | -           | -           | 48     | 12     |
| 2023-gen. 2024             | Concordia Chiajna          | L2                         | 5          | 0          | CR              | 0               | 0               | -                  | -                  | -                  | -           | -           | -           | 5      | 0      |
| Totale Concordia Chiajna   | Totale Concordia Chiajna   | Totale Concordia Chiajna   | 65         | 10         |                 | 1               | 1               |                    | -                  | -                  |             | -           | -           | 66     | 11     |
| Totale carriera            | Totale carriera            | Totale carriera            | 377        | 53         |                 | 31              | 6               |                    | 49                 | 2                  |             | 1           | 0           | 458    | 61     |

### Cronologia presenze e reti in nazionale
| Cronologia completa delle presenze e delle reti in nazionale ― Romania | Cronologia completa delle presenze e delle reti in nazionale ― Romania | Cronologia completa delle presenze e delle reti in nazionale ― Romania | Cronologia completa delle presenze e delle reti in nazionale ― Romania | Cronologia completa delle presenze e delle reti in nazionale ― Romania | Cronologia completa delle presenze e delle reti in nazionale ― Romania | Cronologia completa delle presenze e delle reti in nazionale ― Romania | Cronologia completa delle presenze e delle reti in nazionale ― Romania |
| Data                                                                   | Città                                                                  | In casa                                                                | Risultato                                                              | Ospiti                                                                 | Competizione                                                           | Reti                                                                   | Note                                                                   |
| ---------------------------------------------------------------------- | ---------------------------------------------------------------------- | ---------------------------------------------------------------------- | ---------------------------------------------------------------------- | ---------------------------------------------------------------------- | ---------------------------------------------------------------------- | ---------------------------------------------------------------------- | ---------------------------------------------------------------------- |
| 16-10-2012                                                             | Bucarest                                                               | Romania                                                                | 1 – 4                                                                  | Paesi Bassi                                                            | Qual. Mondiali 2014                                                    | -                                                                      | 66’                                                                    |
| 26-3-2013                                                              | Amsterdam                                                              | Paesi Bassi                                                            | 4 – 0                                                                  | Romania                                                                | Qual. Mondiali 2014                                                    | -                                                                      | 62’                                                                    |
| 6-9-2013                                                               | Bucarest                                                               | Romania                                                                | 3 – 0                                                                  | Ungheria                                                               | Qual. Mondiali 2014                                                    | -                                                                      | 64’                                                                    |
| 10-9-2013                                                              | Bucarest                                                               | Romania                                                                | 0 – 2                                                                  | Turchia                                                                | Qual. Mondiali 2014                                                    | -                                                                      | 46’                                                                    |
| 18-11-2014                                                             | Bucarest                                                               | Romania                                                                | 2 – 0                                                                  | Danimarca                                                              | Amichevole                                                             | -                                                                      | 46’                                                                    |
| 29-3-2015                                                              | Ploiești                                                               | Romania                                                                | 1 – 0                                                                  | Fær Øer                                                                | Qual. Euro 2016                                                        | -                                                                      | 71’                                                                    |
| 4-9-2015                                                               | Budapest                                                               | Ungheria                                                               | 0 – 0                                                                  | Romania                                                                | Qual. Euro 2016                                                        | -                                                                      | 21’ 68’                                                                |
| 7-9-2015                                                               | Bucarest                                                               | Romania                                                                | 0 – 0                                                                  | Grecia                                                                 | Qual. Euro 2016                                                        | -                                                                      | 64’                                                                    |
| 8-10-2015                                                              | Bucarest                                                               | Romania                                                                | 1 – 1                                                                  | Finlandia                                                              | Qual. Euro 2016                                                        | -                                                                      | 87’                                                                    |
| 11-10-2015                                                             | Tórshavn                                                               | Fær Øer                                                                | 0 – 3                                                                  | Romania                                                                | Qual. Euro 2016                                                        | -                                                                      |                                                                        |
| 27-3-2016                                                              | Cluj-Napoca                                                            | Romania                                                                | 0 – 0                                                                  | Spagna                                                                 | Amichevole                                                             | -                                                                      | 45’ 61’                                                                |
| 25-5-2016                                                              | Como                                                                   | RD del Congo                                                           | 1 – 1                                                                  | Romania                                                                | Amichevole                                                             | -                                                                      | 59’                                                                    |
| 29-5-2016                                                              | Torino                                                                 | Romania                                                                | 3 – 4                                                                  | Ucraina                                                                | Amichevole                                                             | -                                                                      | 69’                                                                    |
| 3-6-2016                                                               | Bucarest                                                               | Romania                                                                | 5 – 1                                                                  | Georgia                                                                | Amichevole                                                             | 1                                                                      | 71’                                                                    |
| 10-6-2016                                                              | Saint-Denis                                                            | Francia                                                                | 2 – 1                                                                  | Romania                                                                | Euro 2016 - 1º turno                                                   | -                                                                      | 78’ 82’                                                                |
| 19-6-2016                                                              | Lione                                                                  | Romania                                                                | 0 – 1                                                                  | Albania                                                                | Euro 2016 - 1º turno                                                   | -                                                                      | 68’                                                                    |
| 4-9-2016                                                               | Cluj-Napoca                                                            | Romania                                                                | 1 – 1                                                                  | Montenegro                                                             | Qual. Mondiali 2018                                                    | 1                                                                      | 76’                                                                    |
| 8-10-2016                                                              | Erevan                                                                 | Armenia                                                                | 0 – 5                                                                  | Romania                                                                | Qual. Mondiali 2018                                                    | 1                                                                      |                                                                        |
| 11-10-2016                                                             | Astana                                                                 | Kazakistan                                                             | 0 – 0                                                                  | Romania                                                                | Qual. Mondiali 2018                                                    | -                                                                      | 84’                                                                    |
| 11-11-2016                                                             | Bucarest                                                               | Romania                                                                | 0 – 3                                                                  | Polonia                                                                | Qual. Mondiali 2018                                                    | -                                                                      | 46’                                                                    |
| 15-11-2016                                                             | Groznyj                                                                | Russia                                                                 | 1 – 0                                                                  | Romania                                                                | Amichevole                                                             | -                                                                      | 83’                                                                    |
| 1-9-2017                                                               | Bucarest                                                               | Romania                                                                | 1 – 0                                                                  | Armenia                                                                | Qual. Mondiali 2018                                                    | -                                                                      | 68’                                                                    |
| Totale                                                                 |                                                                        | Presenze                                                               | 22                                                                     |                                                                        | Reti                                                                   | 3                                                                      |                                                                        |

## Palmarès

### Club

#### Competizioni nazionali
- Campionato rumeno: 3

Steaua Bucarest: 2012-2013, 2013-2014, 2014-2015
- Supercoppa di Romania: 1

Steaua Bucarest: 2013
- Coppa di Lega rumena: 2

Steaua Bucarest: 2014-2015, 2015-2016
- Coppa di Romania: 1

Steaua Bucarest: 2014-2015
- Campionato bulgaro: 1

Ludogorec: 2018-2019